# イリンクス
株式会社イリンクス（英: ilinx inc.）は、コンピュータゲームの開発を主業務とする日本の企業。コンピュータエンターテインメント協会正会員。

## 沿革
- 2010年12月 - 日本ファルコム、カプコンを経てゲームリパブリックの初期メンバーとして設立に参画した田中宏幸がゲームリパブリックの社員数名と共に東京都渋谷区恵比寿に設立[1]。
- 2013年8月 - 事業拡大のため、エフ・ニッセイ恵比寿ビル1階に移転。
- 2016年3月 - 資本金を1,000万円に増資。
- 2019年
  - 4月 - 事業拡大のため、東京都品川区西五反田SGテラス4階に移転。
  - 10月 - 資本金を1,200万円に増資。
- 2023年5月 - 事業拡大のため、新目黒東急ビル4階に移転。

## 開発タイトル
| 発売日         | タイトル名                          | 発売元                             | 機種                                         | 備考                                                                                 |
| -------------- | ----------------------------------- | ---------------------------------- | -------------------------------------------- | ------------------------------------------------------------------------------------ |
| 2013年6月27日  | ガンダムブレイカー                  | バンダイナムコゲームス             | PlayStation 3 PlayStation Vita               | プログラム全般、企画全般、デザイン一部を担当                                         |
| 2014年12月18日 | ガンダムブレイカー2                 | バンダイナムコゲームス             | PlayStation 3 PlayStation Vita               | プログラム全般、企画全般、モーション、デザイン一部を担当                             |
| 2015年9月25日  | 聖闘士星矢 ソルジャーズ・ソウル     | バンダイナムコエンターテインメント | PlayStation 4 PlayStation 3                  | クライアントプログラム全般、企画全般、グラフィック一部を担当                         |
| 2016年3月3日   | ガンダムブレイカー3                 | バンダイナムコエンターテインメント | PlayStation 4 PlayStation Vita               | プログラム全般、企画全般、モーション、デザイン一部を担当                             |
| 2018年9月13日  | ブラッククローバー カルテットナイツ | バンダイナムコエンターテインメント | PlayStation 4 Steam                          | 開発全般を担当                                                                       |
| 2019年2月28日  | LEFT ALIVE                          | スクウェア・エニックス             | PlayStation 4 Steam                          | 開発全般を担当                                                                       |
| 2022年10月13日 | ドラゴンボール ザ ブレイカーズ      | バンダイナムコエンターテインメント | PlayStation 4 Nintendo Switch Xbox One Steam | クライアントプログラム全般（Nintendo Switch/Steam） 企画全般、グラフィック一部を担当 |